# Galleria militare del Palazzo d'Inverno

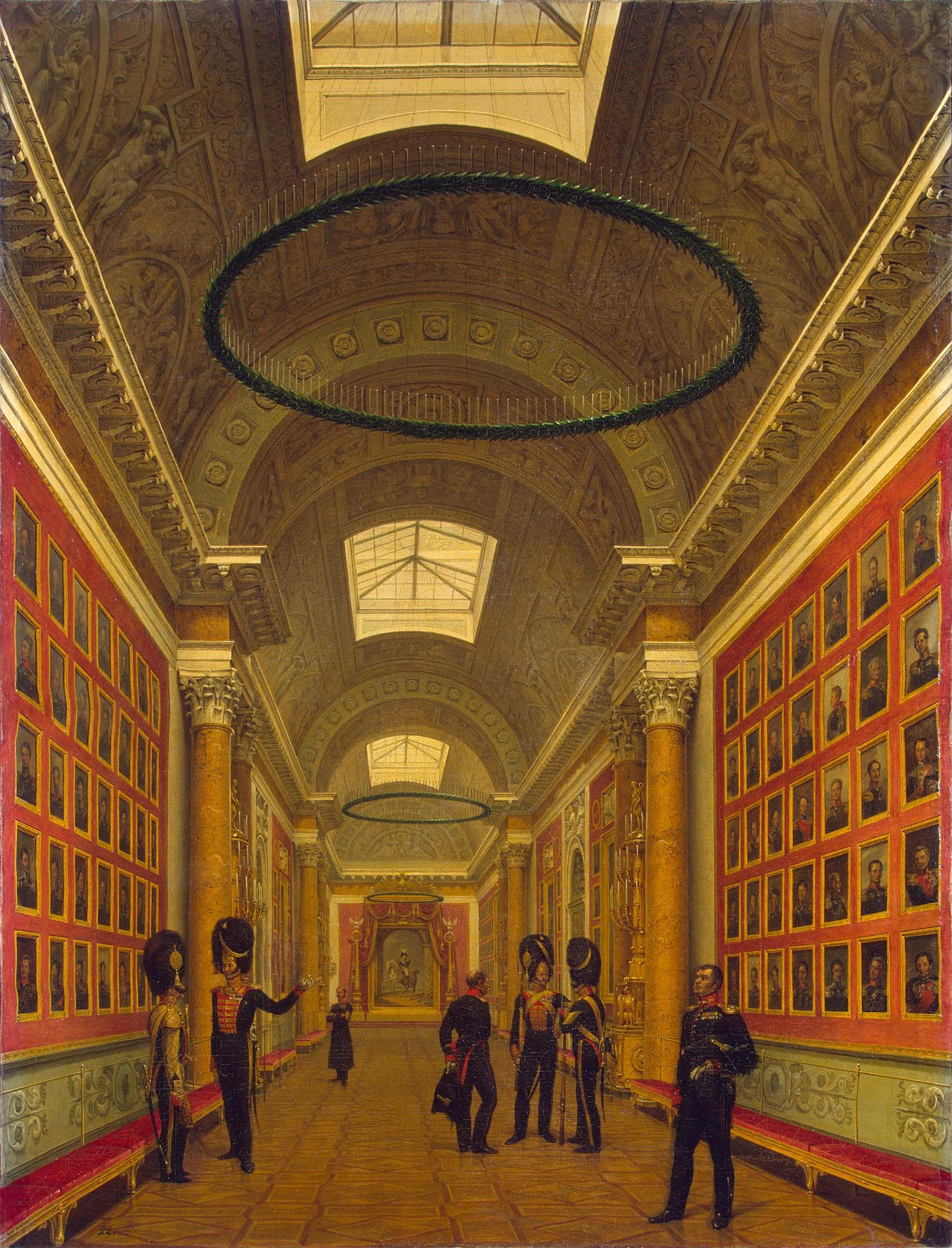
La Galleria militare del Palazzo d'Inverno, dipinto di Grigorij Chernetsov, 1827.

La Galleria militare (in russo Военная галерея?, Voennaja galerija) è una galleria contenuta nel Palazzo d'Inverno di San Pietroburgo, in Russia. La galleria ospita 332 ritratti di generali che presero parte alla guerra patriottica del 1812. I ritratti furono dipinti da George Dawe e dai suoi assistenti russi, Aleksandr Vasil'evič Poljakov e Wilhelm August Golike.

## Descrizione
Il salone con volta a botte in cui si trova la galleria fu progettato dall'architetto Carlo Rossi, e costruito tra il giugno ed il novembre del 1826. Ha preso il posto di numerose piccole stanze poste nel blocco principale del Palazzo d'Inverno, tra la sala del trono bianco e la sala del trono grande, a pochi passi dalla chiesa. Fu inaugurata con una cerimonia solenne il 25 dicembre 1826.

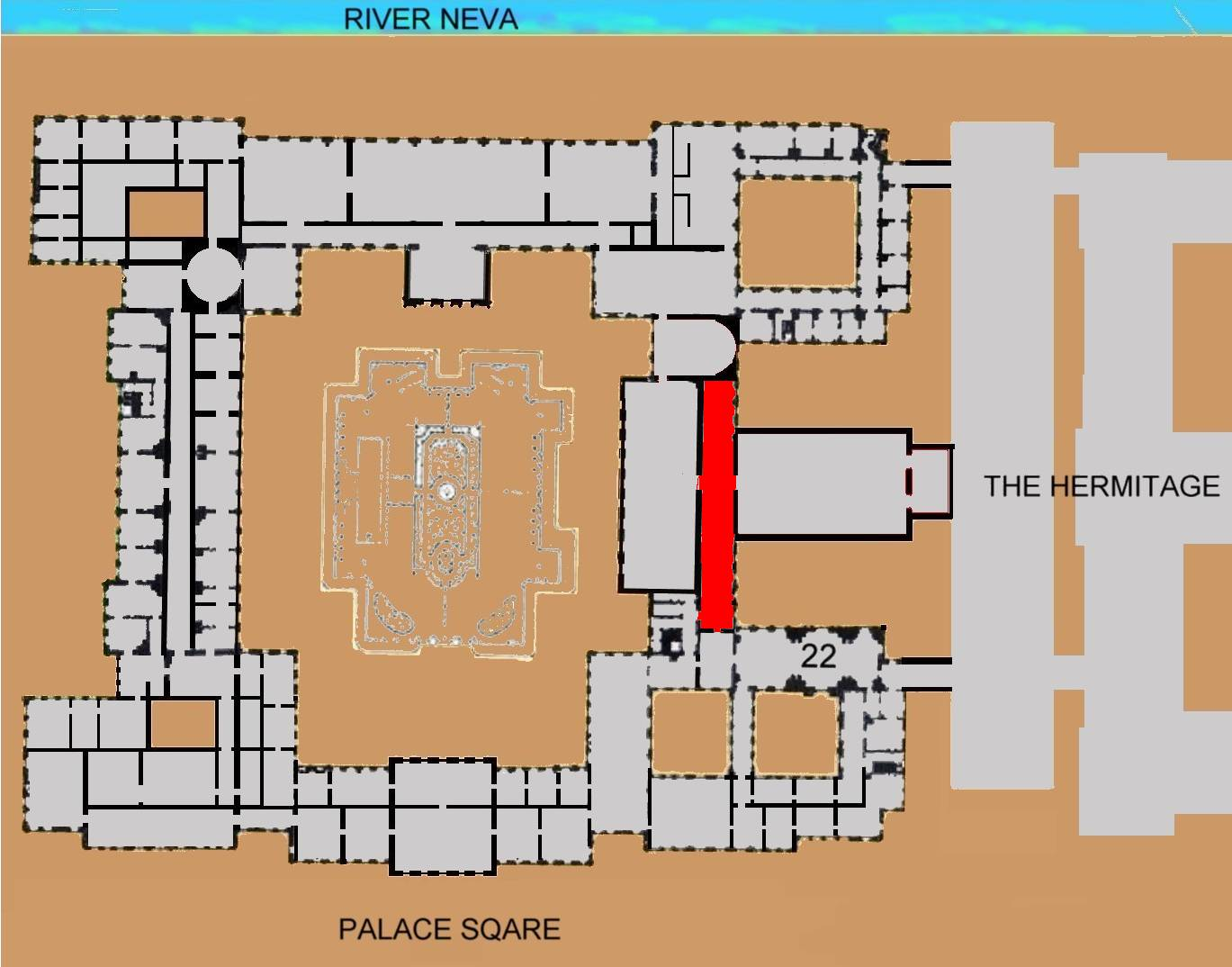
Piantina che mostra la posizione della Galleria militare all'interno del Palazzo d'Inverno.

Prima che fossero passati dieci anni dalla sua inaugurazione, fu distrutta da un incendio nel 1837. Il fuoco si sviluppò lentamente, ed i ritratti di Dawe furono salvati dalle fiamme. L'architetto Vasilij Petrovič Stasov ricreò la sala seguendo esattamente il progetto originario.
Durante l'era sovietica la collezione fu arricchita con quattro ritratti dei granatieri del palazzo, le truppe speciali create nel 1827 per proteggere la casa dei veterani della guerra patriottica. Anche questi ritratti furono eseguiti da George Dawe, nel 1828. Più recentemente, la galleria ha acquistato due opere di Peter von Hess risalenti al 1840 circa.
Oggi è parte dell'Ermitage, e mantiene le sue decorazioni originali.

## Ritratti esposti

Imperatori
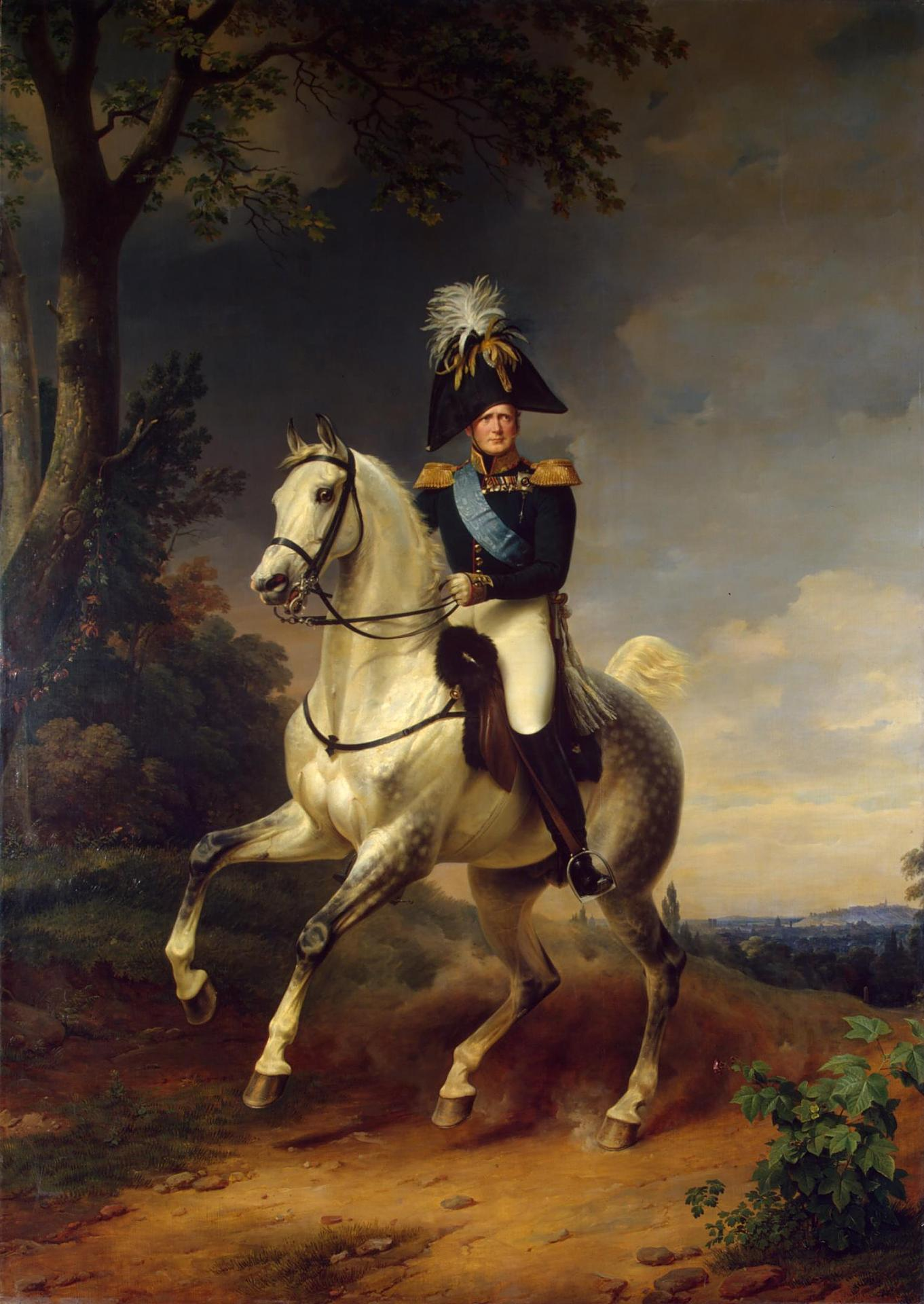
Alessandro I di Russia
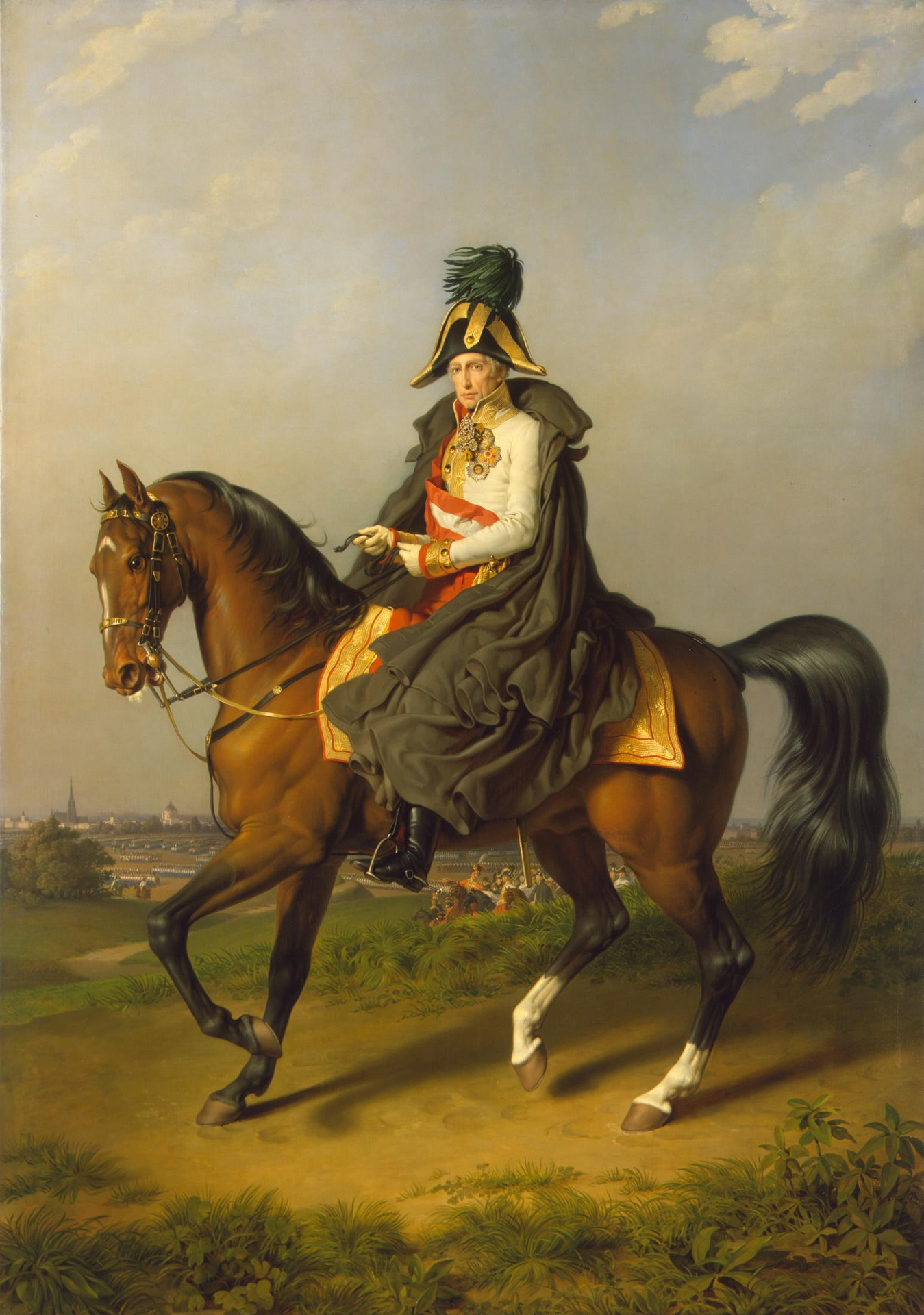
Francesco II d'Asburgo-Lorena
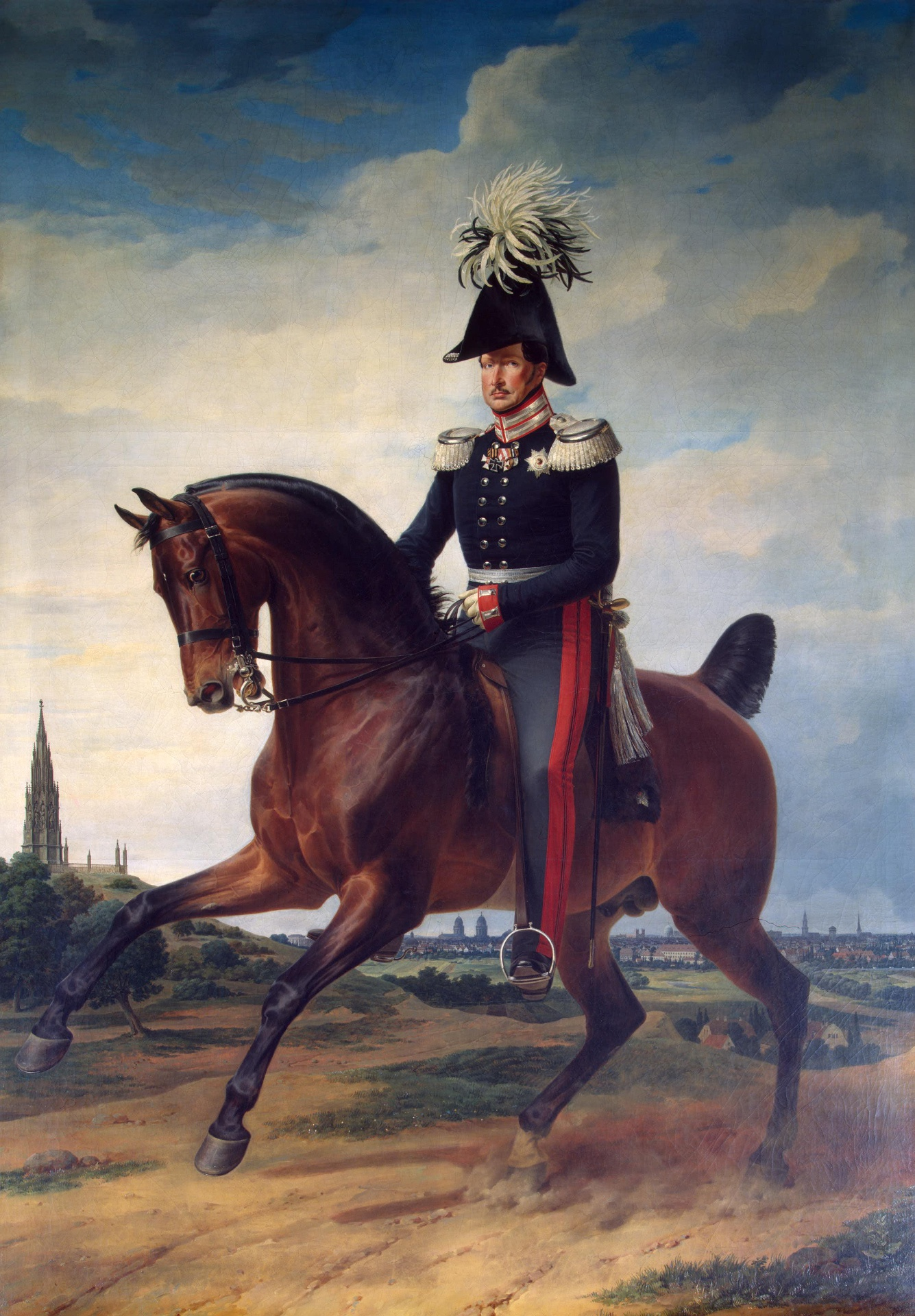
Federico Guglielmo III di Prussia

Generali
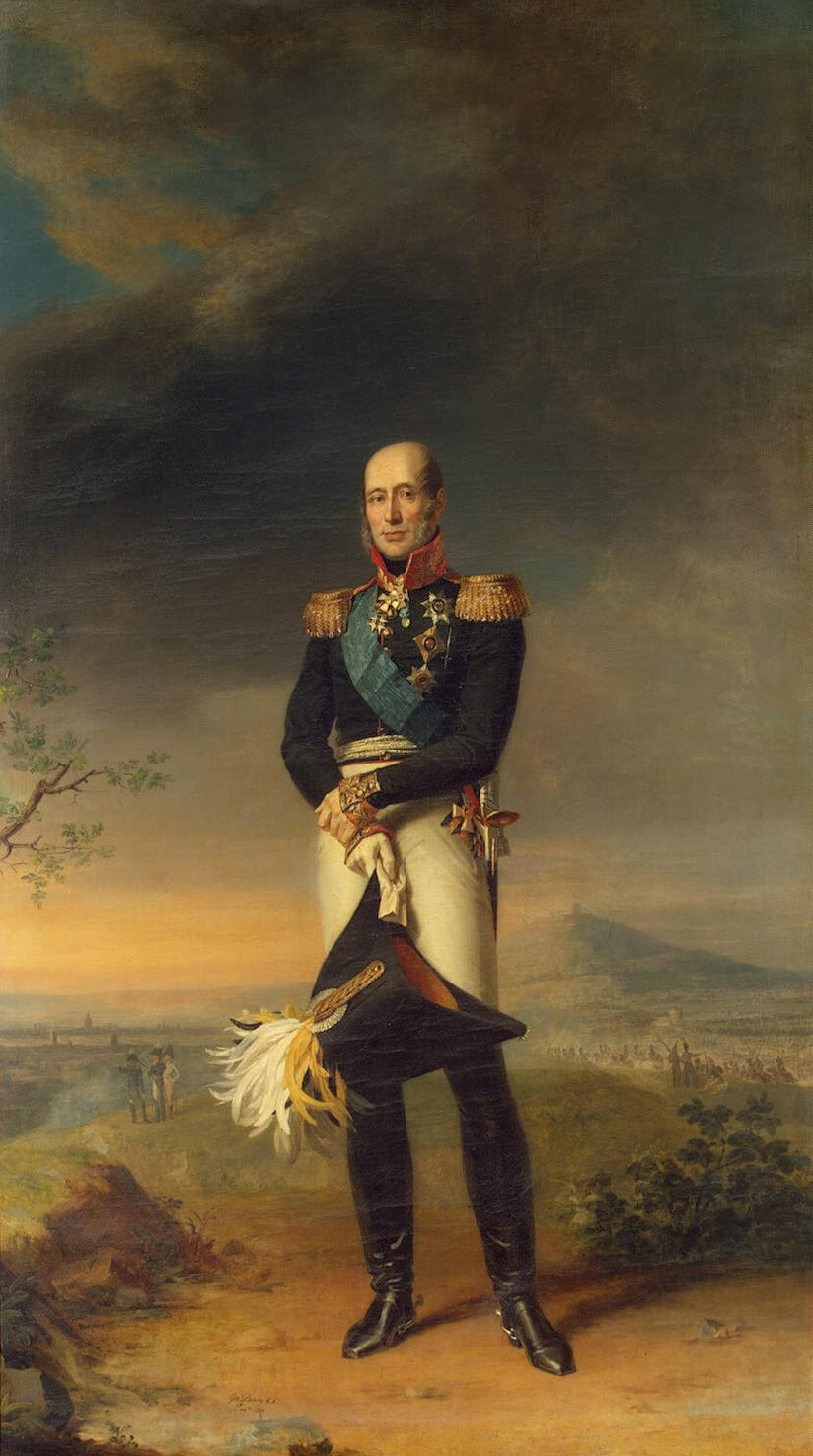
Michael Andreas Barclay de Tolly
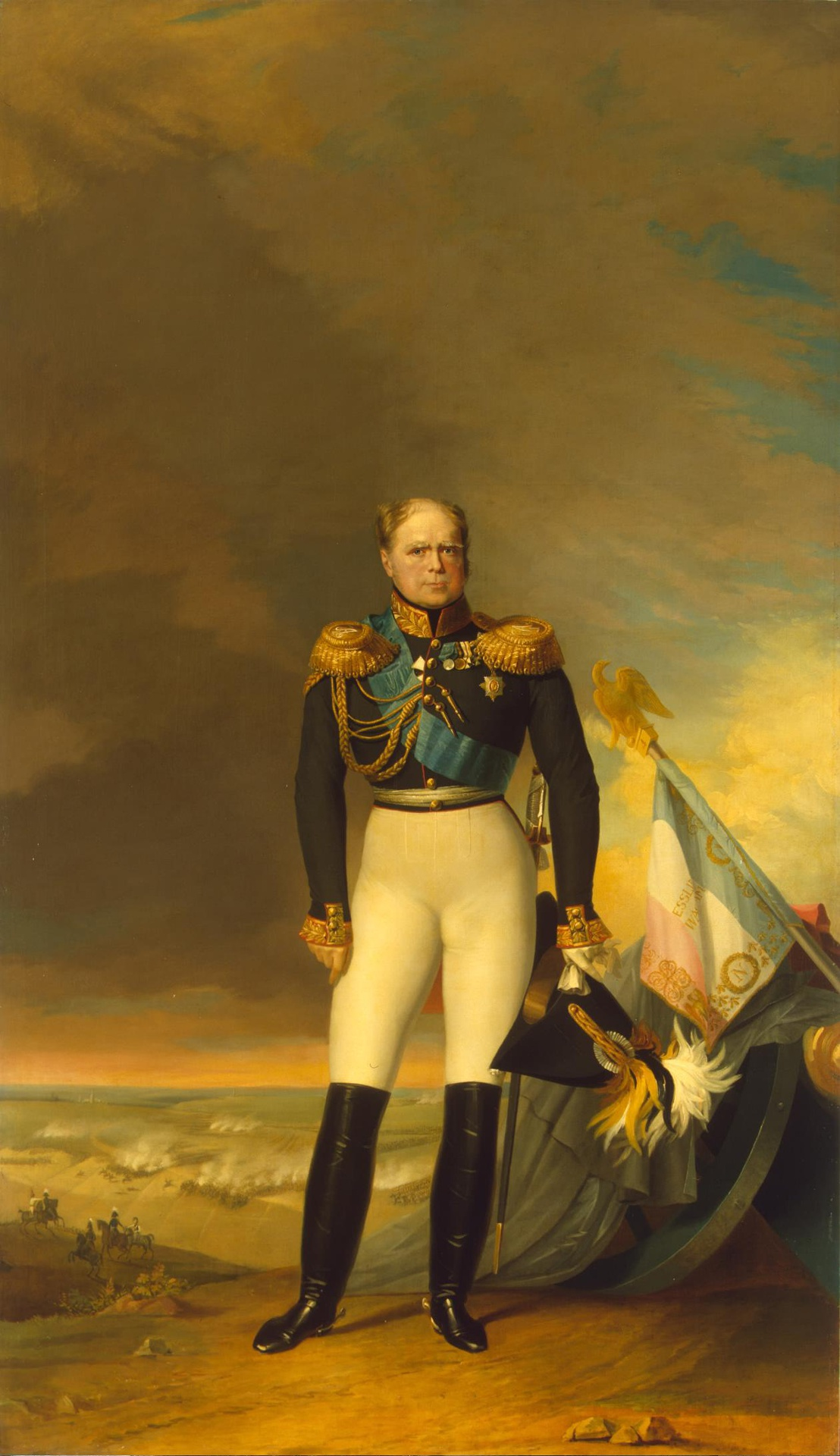
Konstantin Pavlovič Romanov
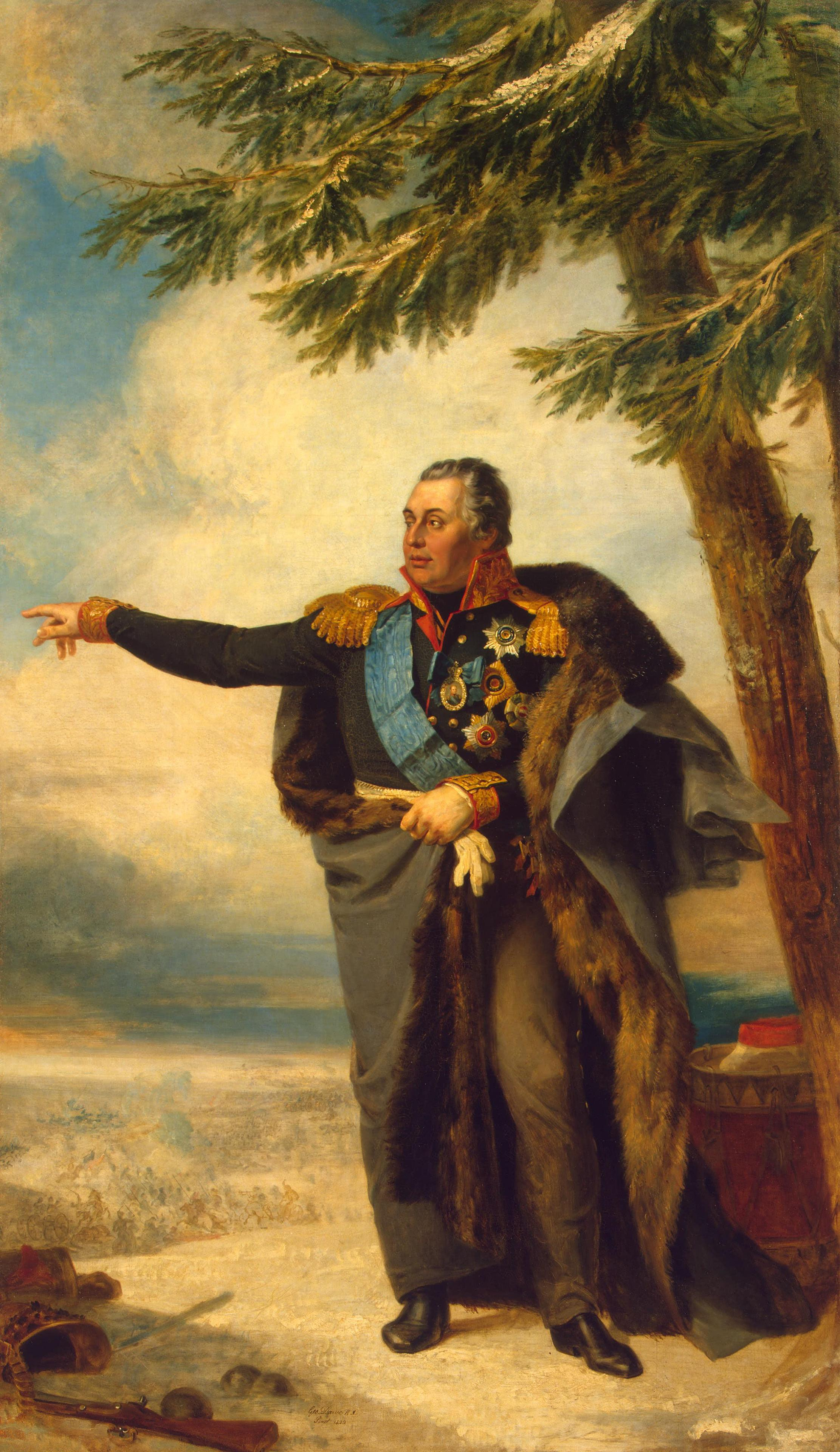
Michail Illarionovič Kutuzov
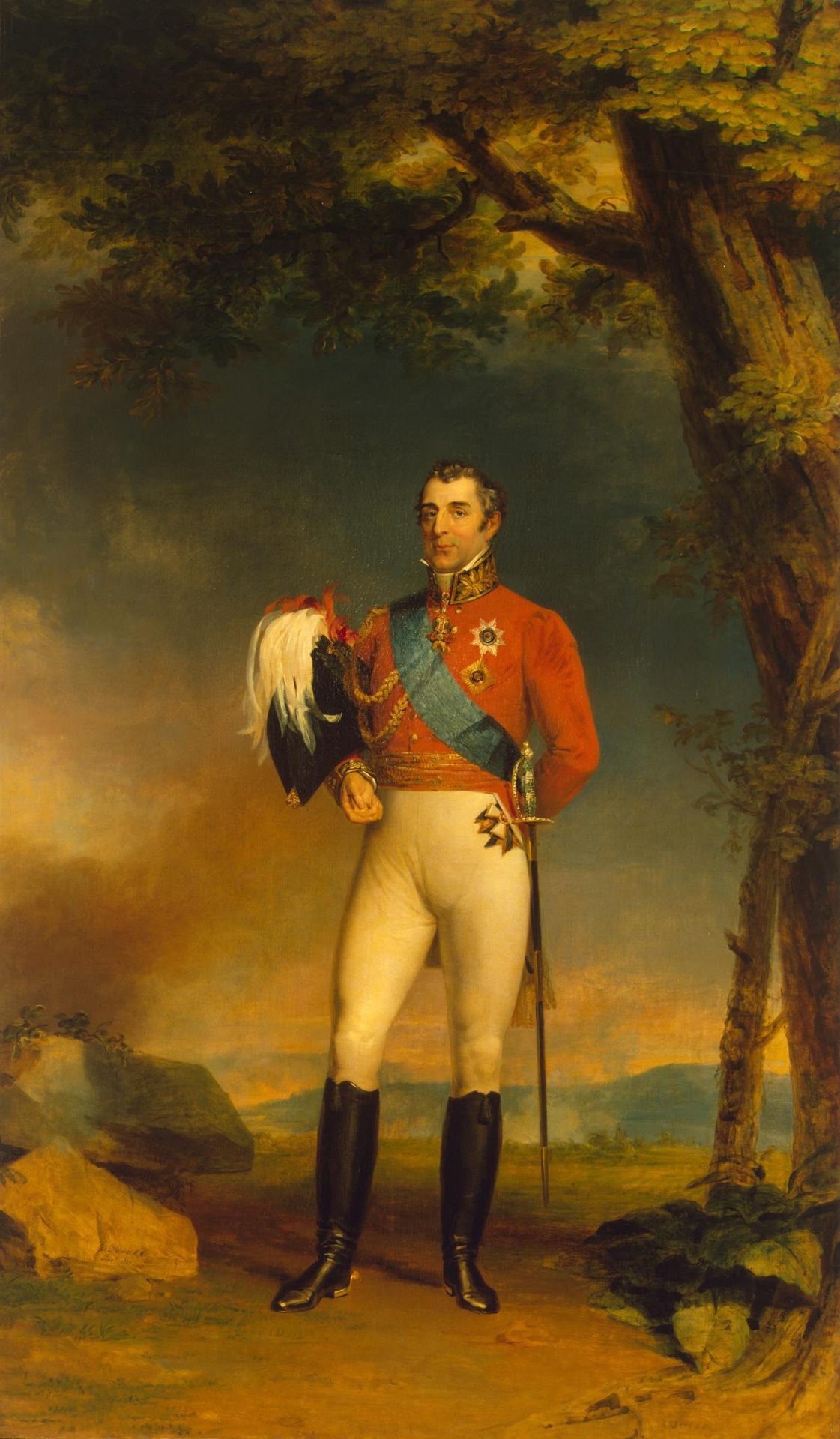
Arthur Wellesley, I duca di Wellington
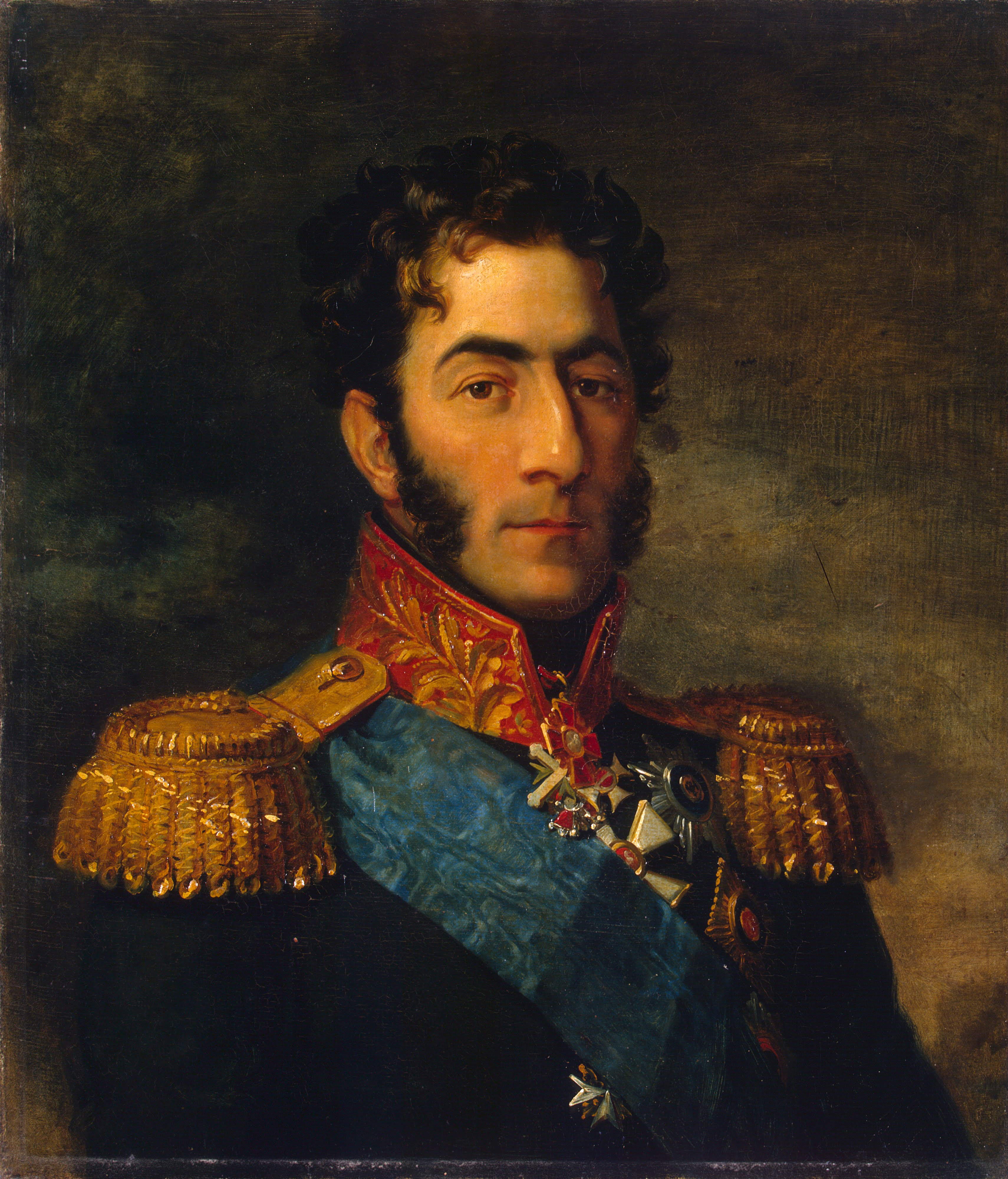
Pëtr Ivanovič Bagration
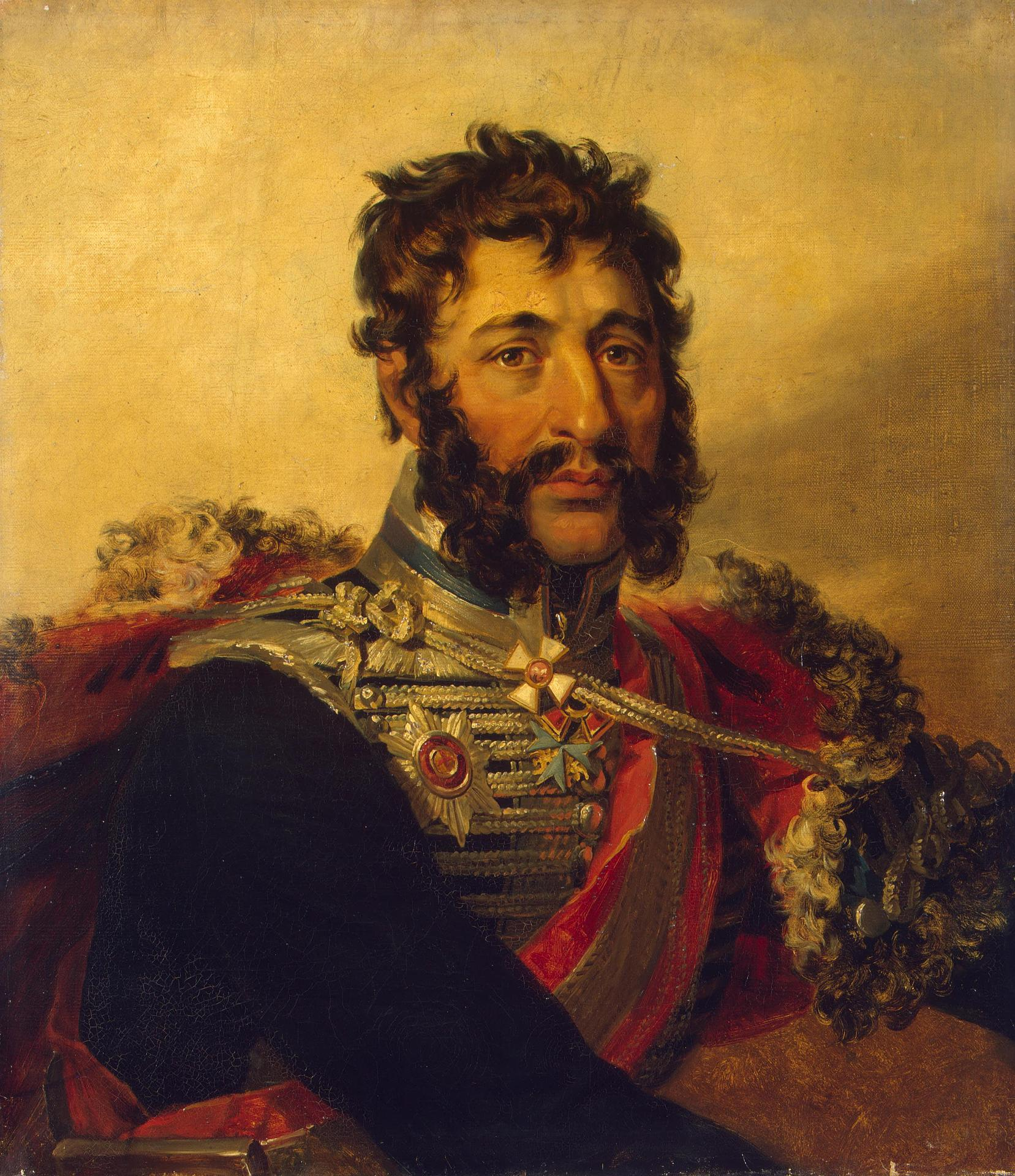
Jakov Petrovič Kul'nev
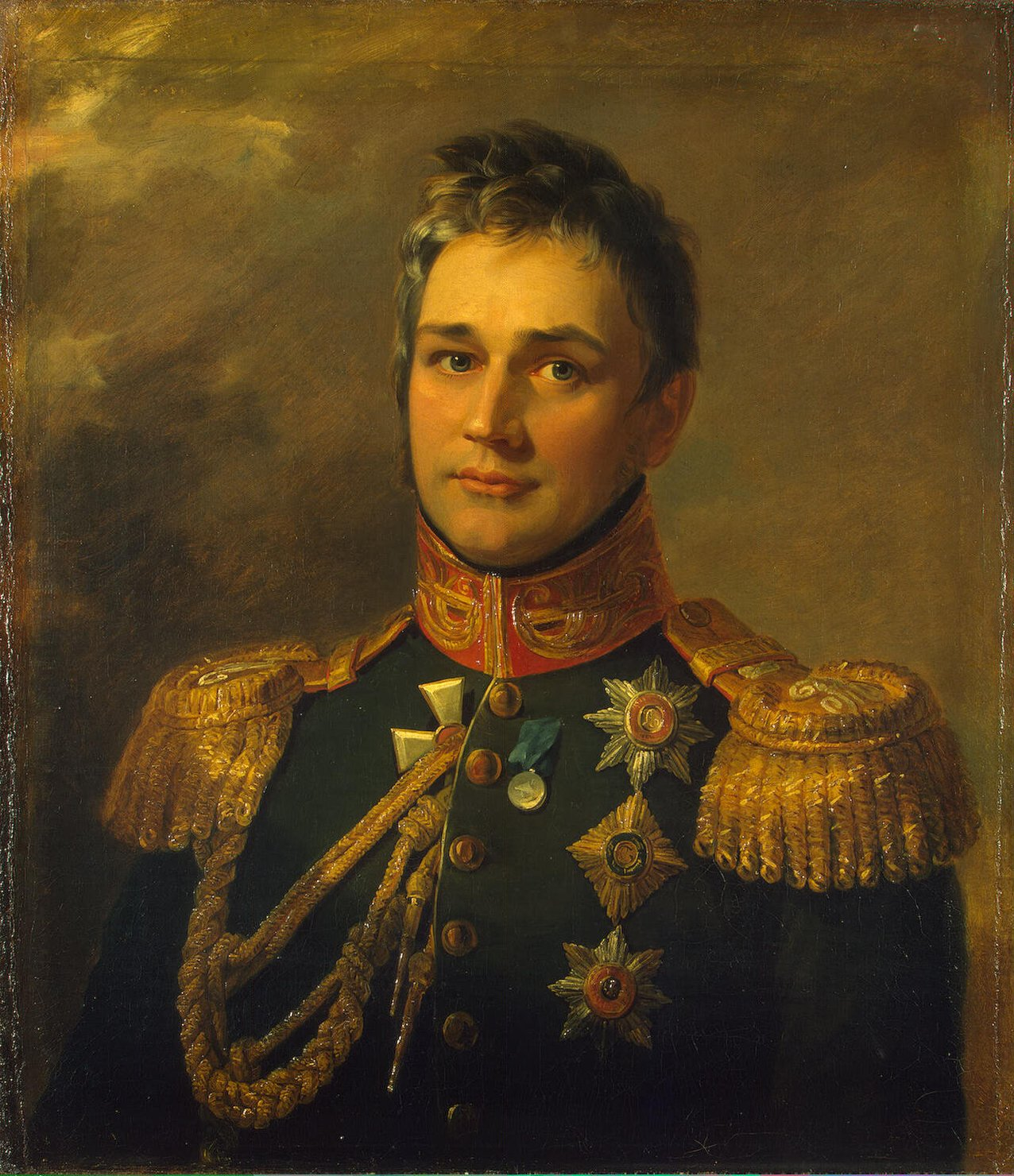
Michail Semënovič Voroncov
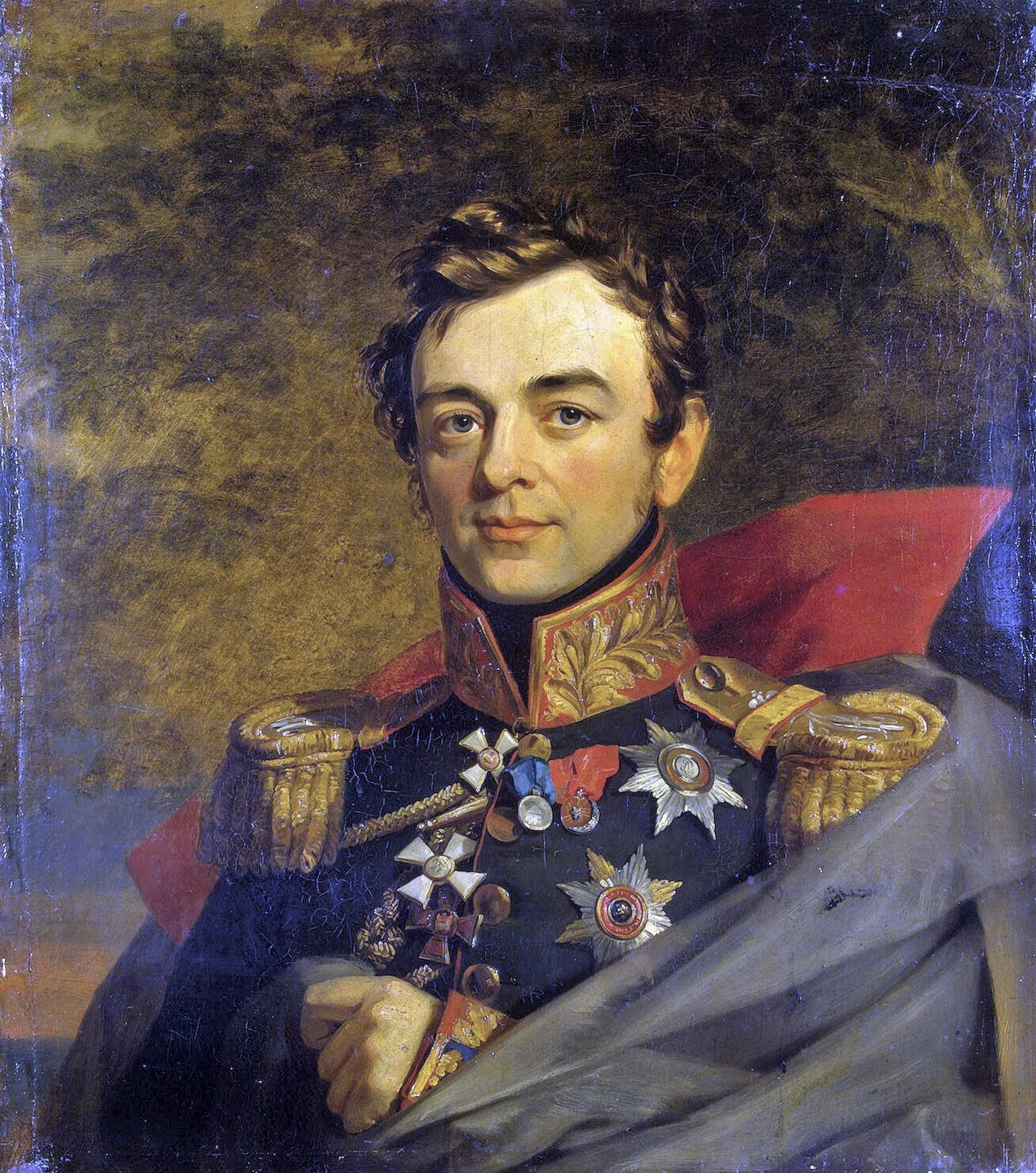
Ivan Fëdorovič Paskevič
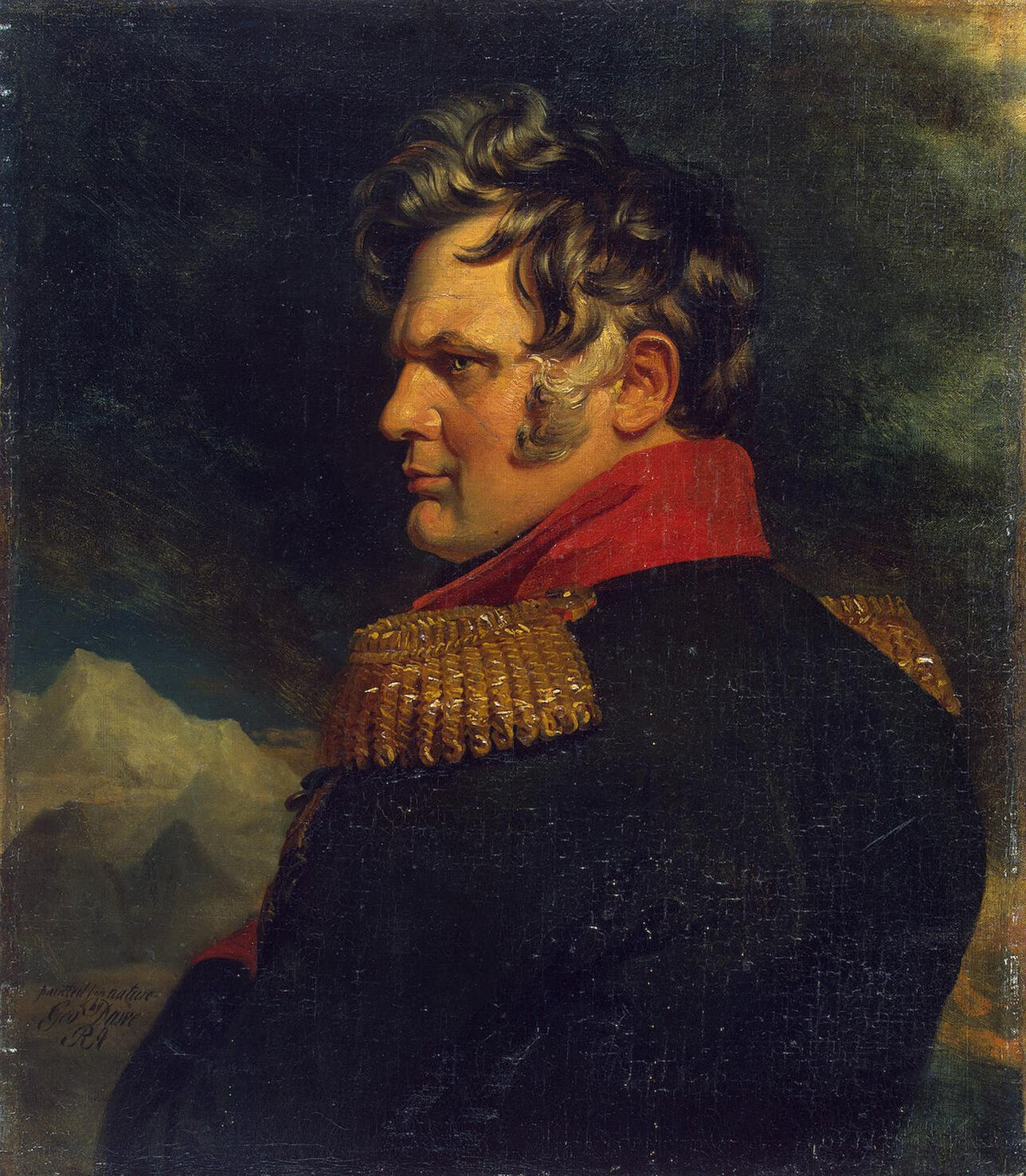
Aleksej Petrovič Ermolov
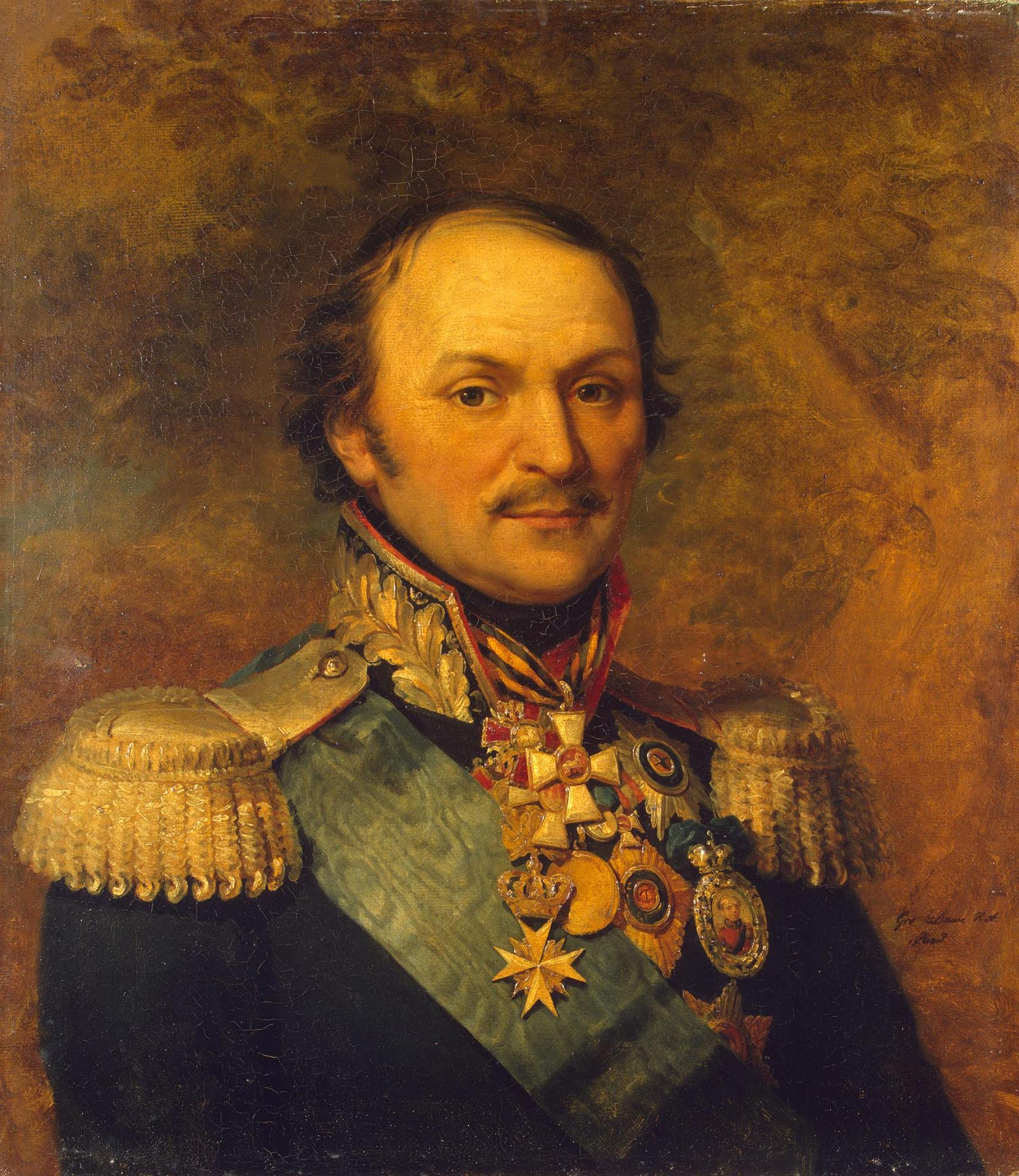
Matvej Ivanovič Platov
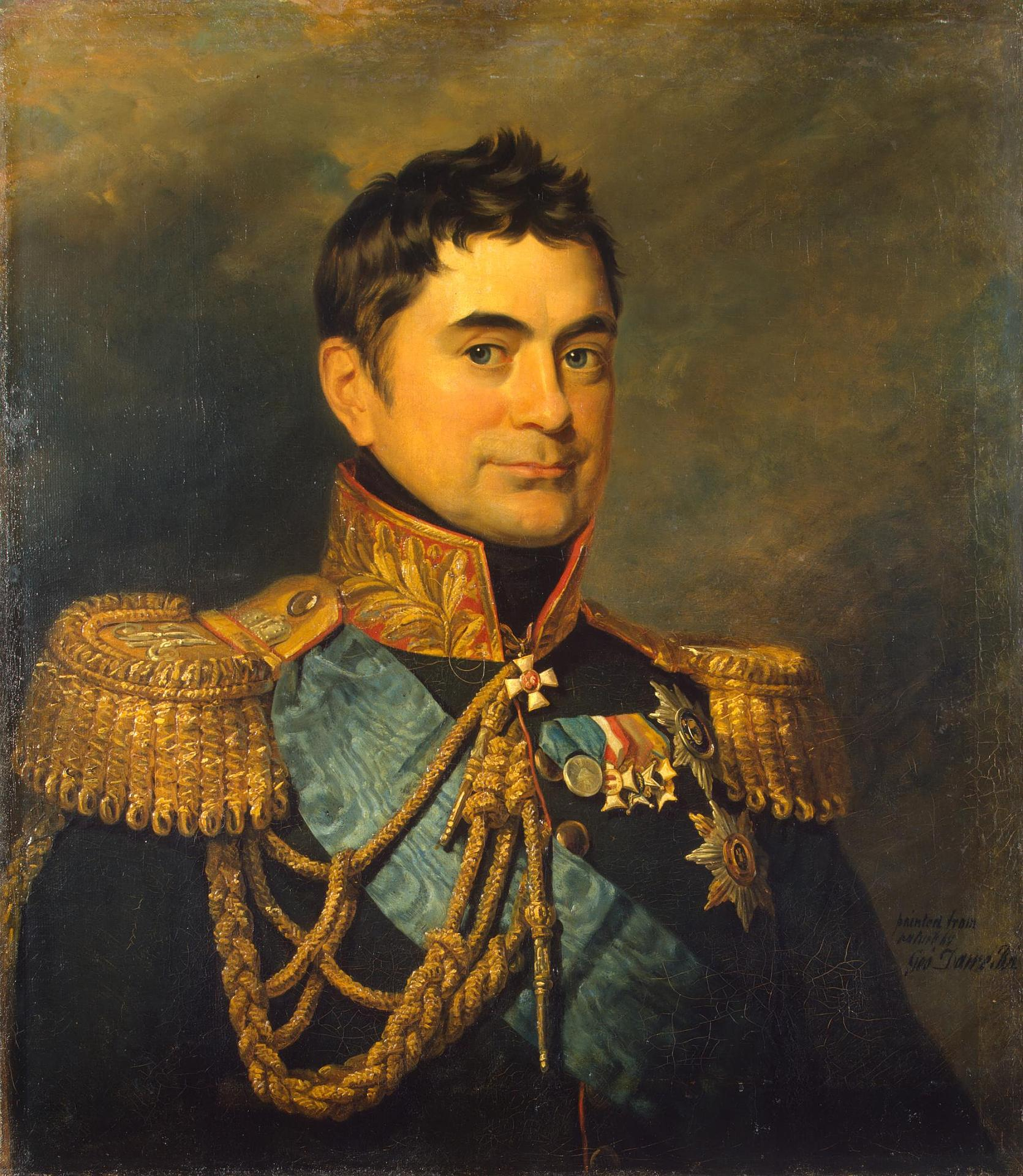
Pëtr Michajlovič Volkonskij
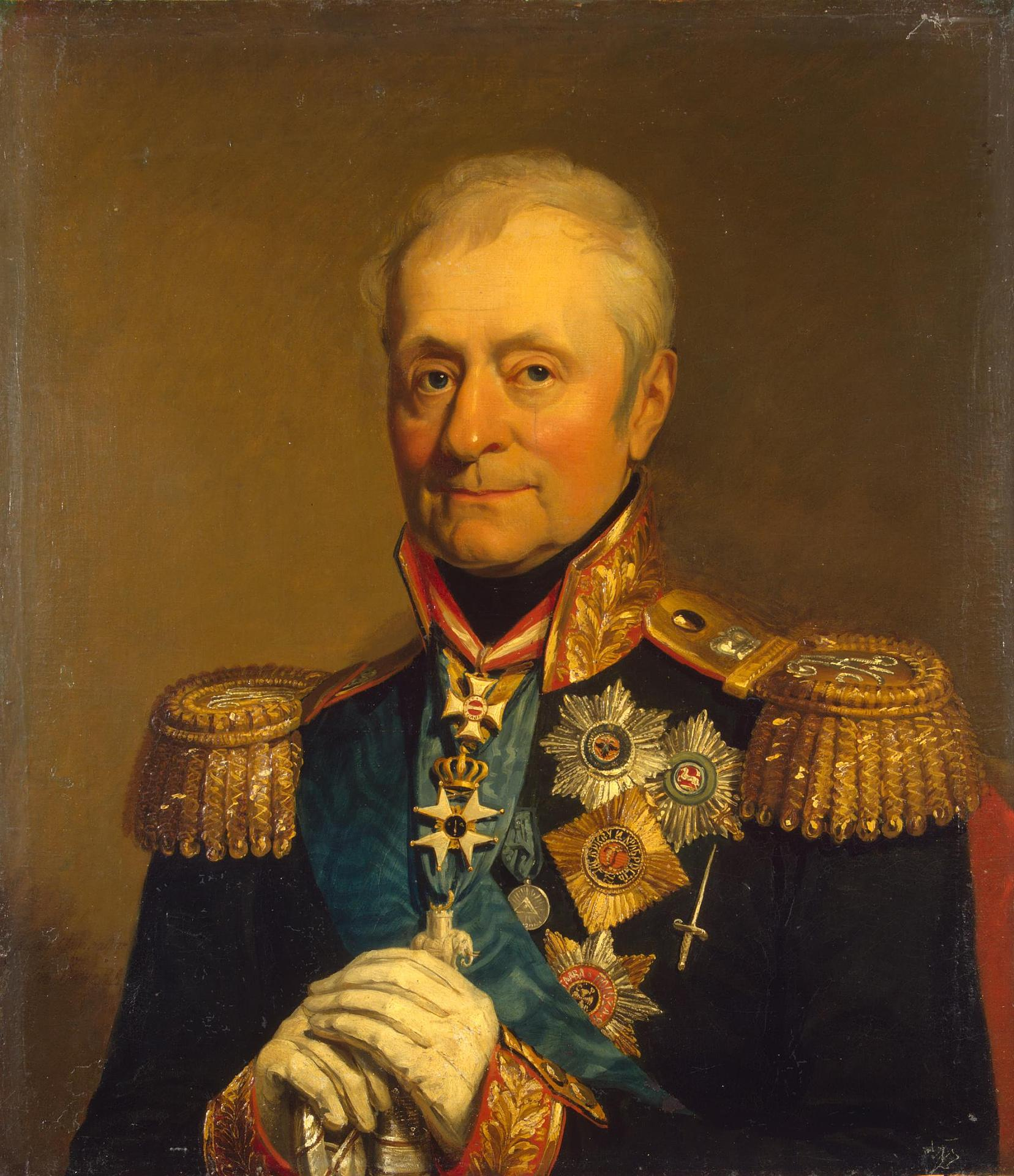
Levin August von Bennigsen
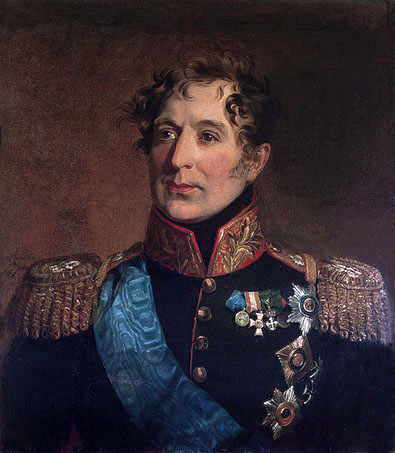
Michail Andreevič Miloradovič
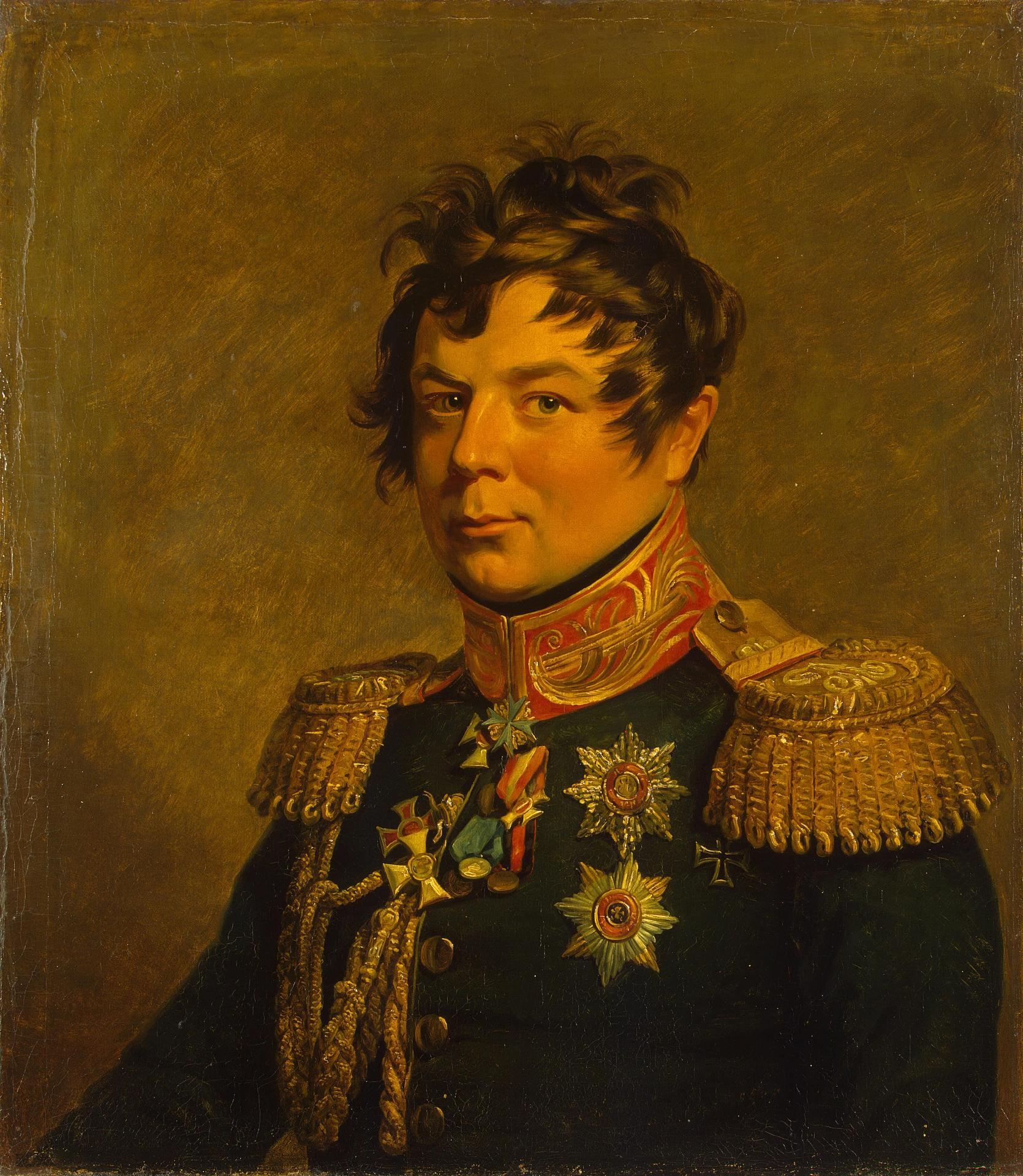
Hans Karl von Diebitsch
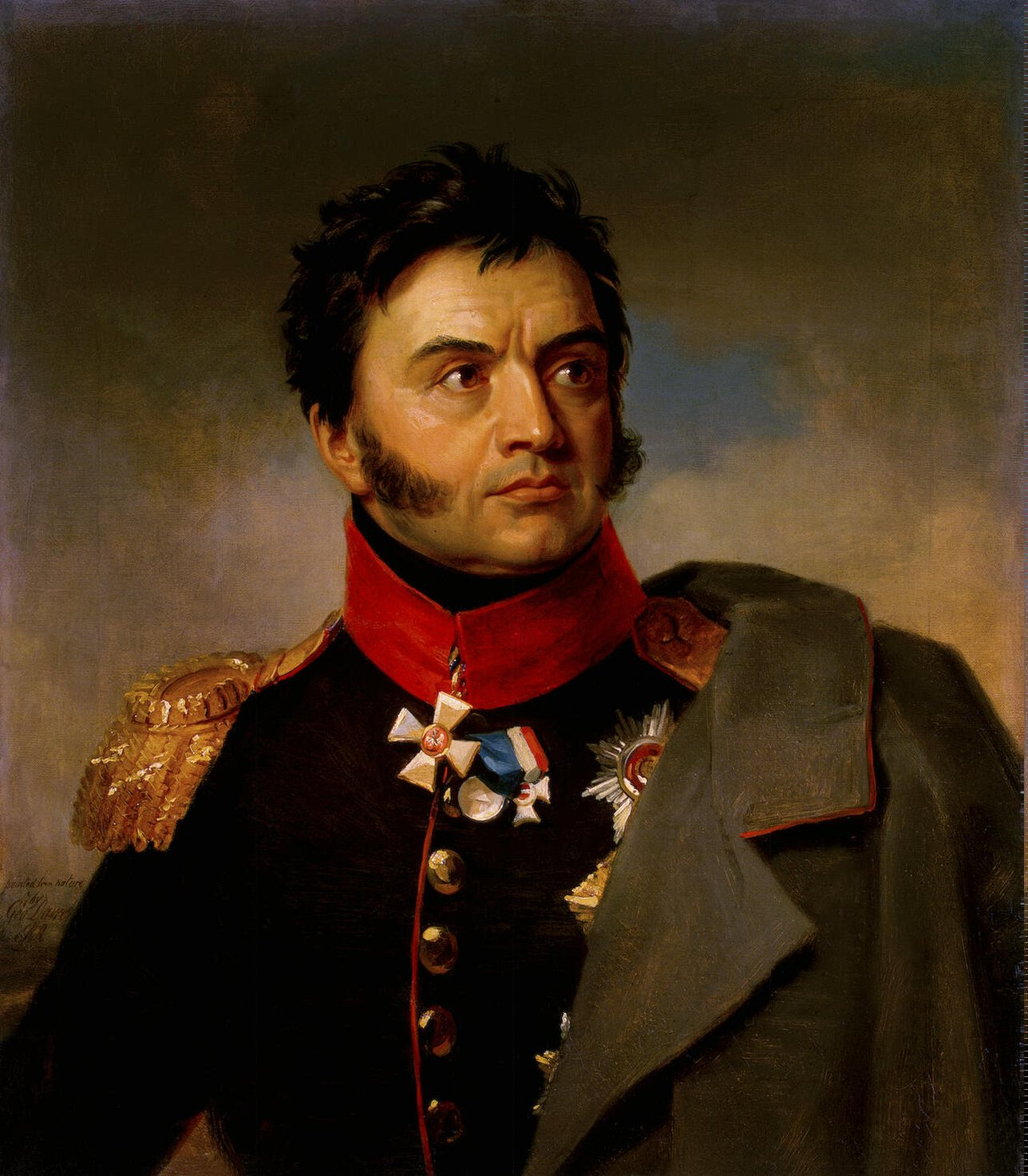
Nikolaj Nikolaevič Raevskij
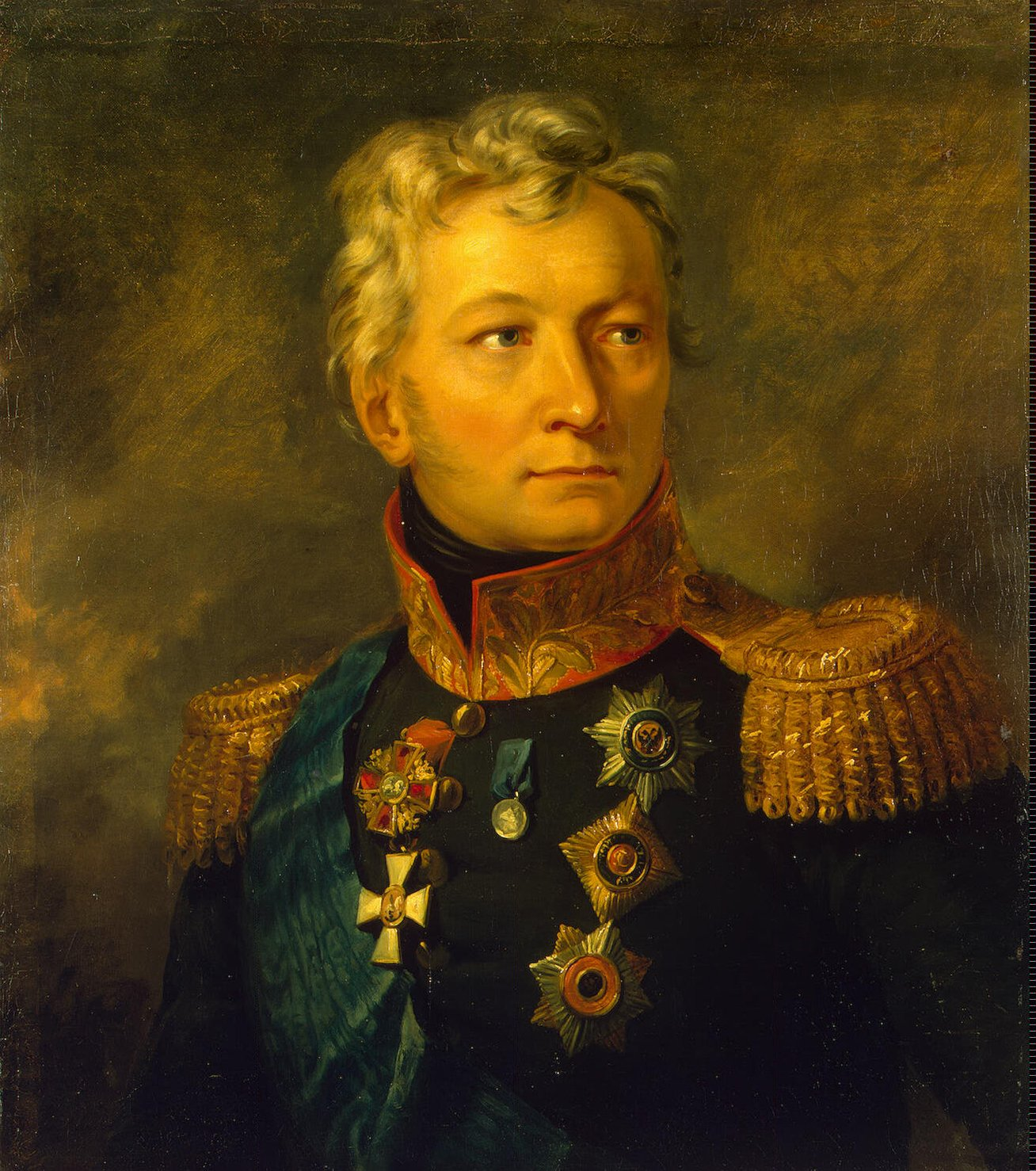
Alexander Tormasov
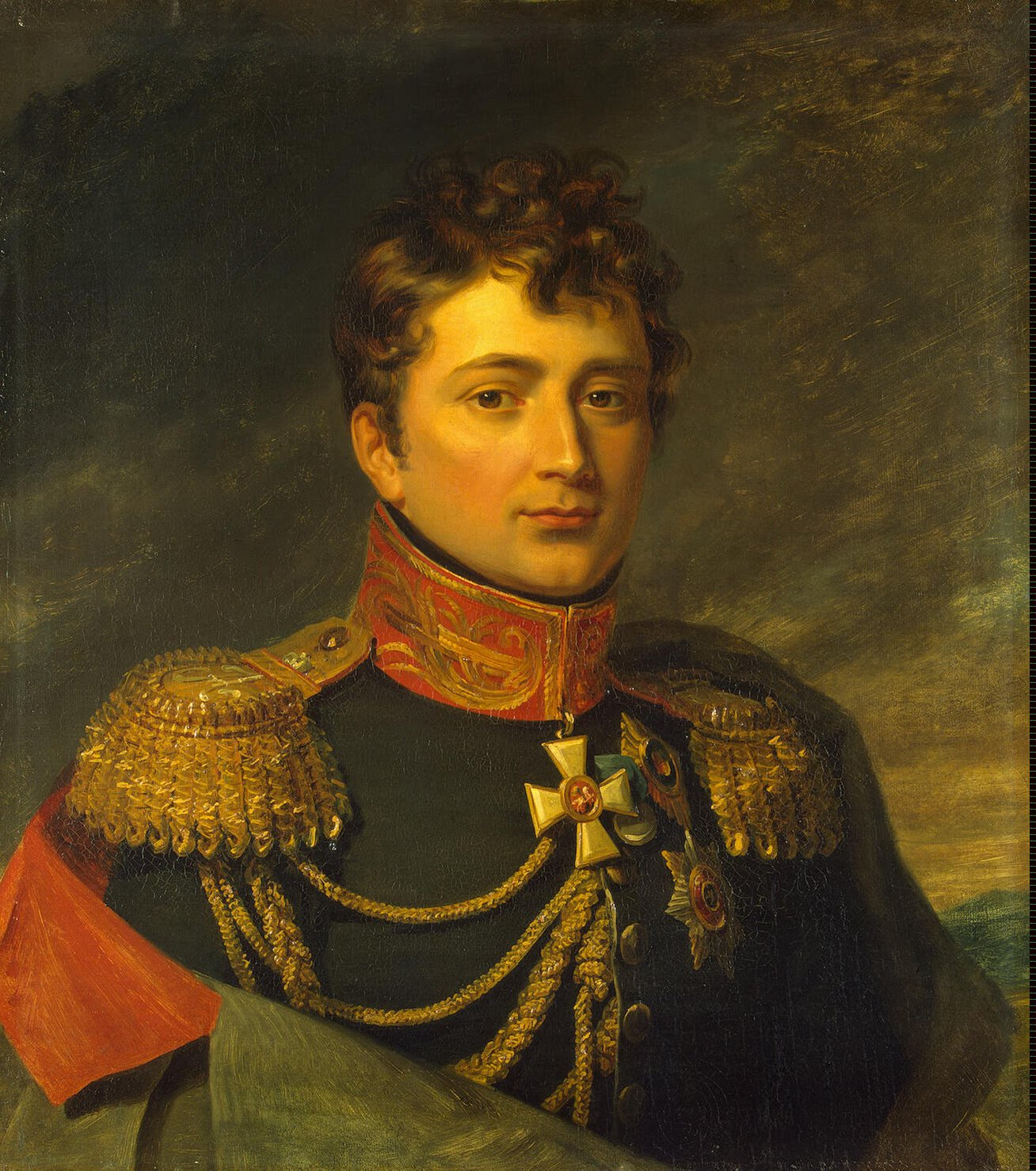
Guillaume Emmanuel Guignard de Saint-Priest
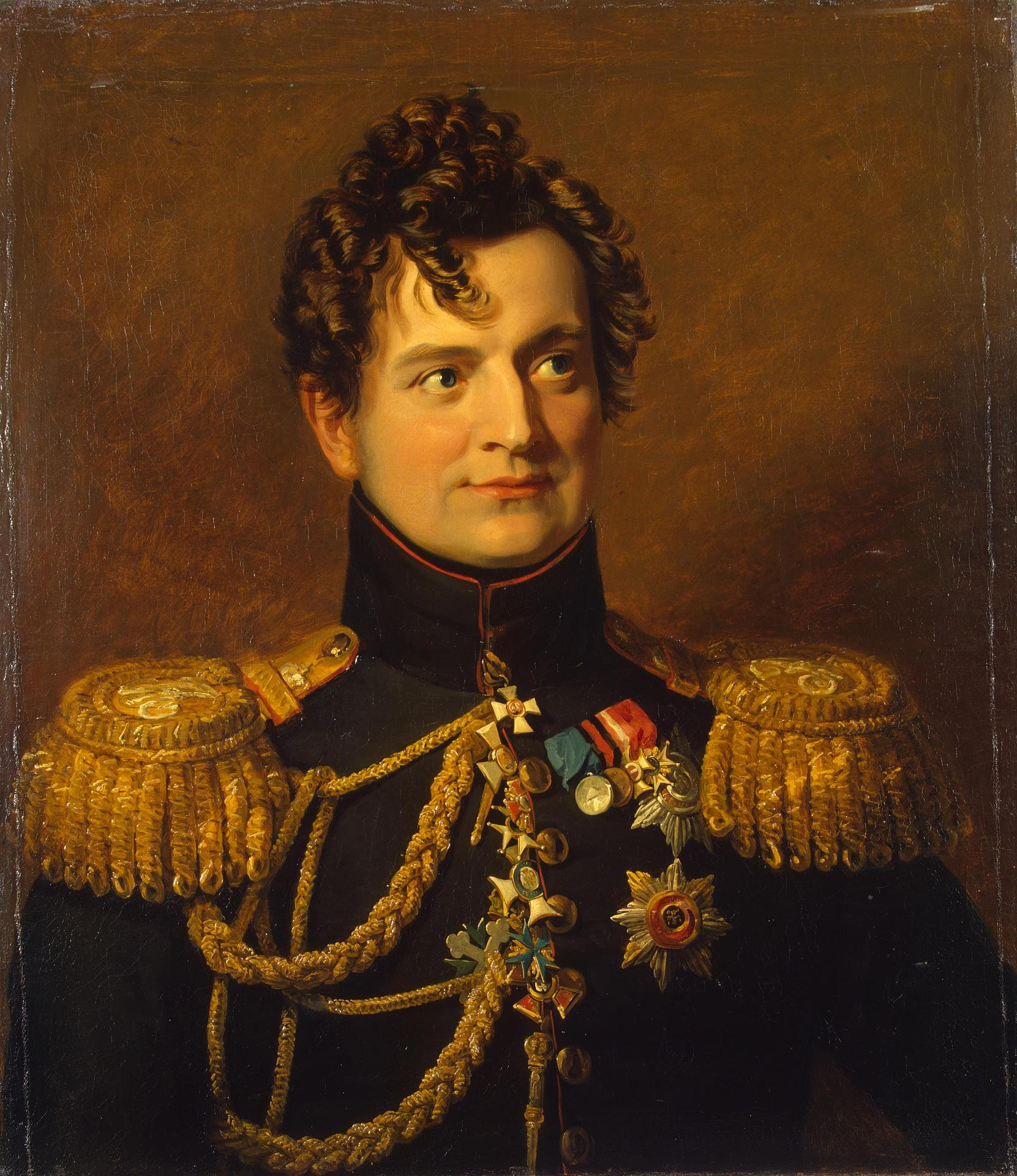
Adam Ożarowski
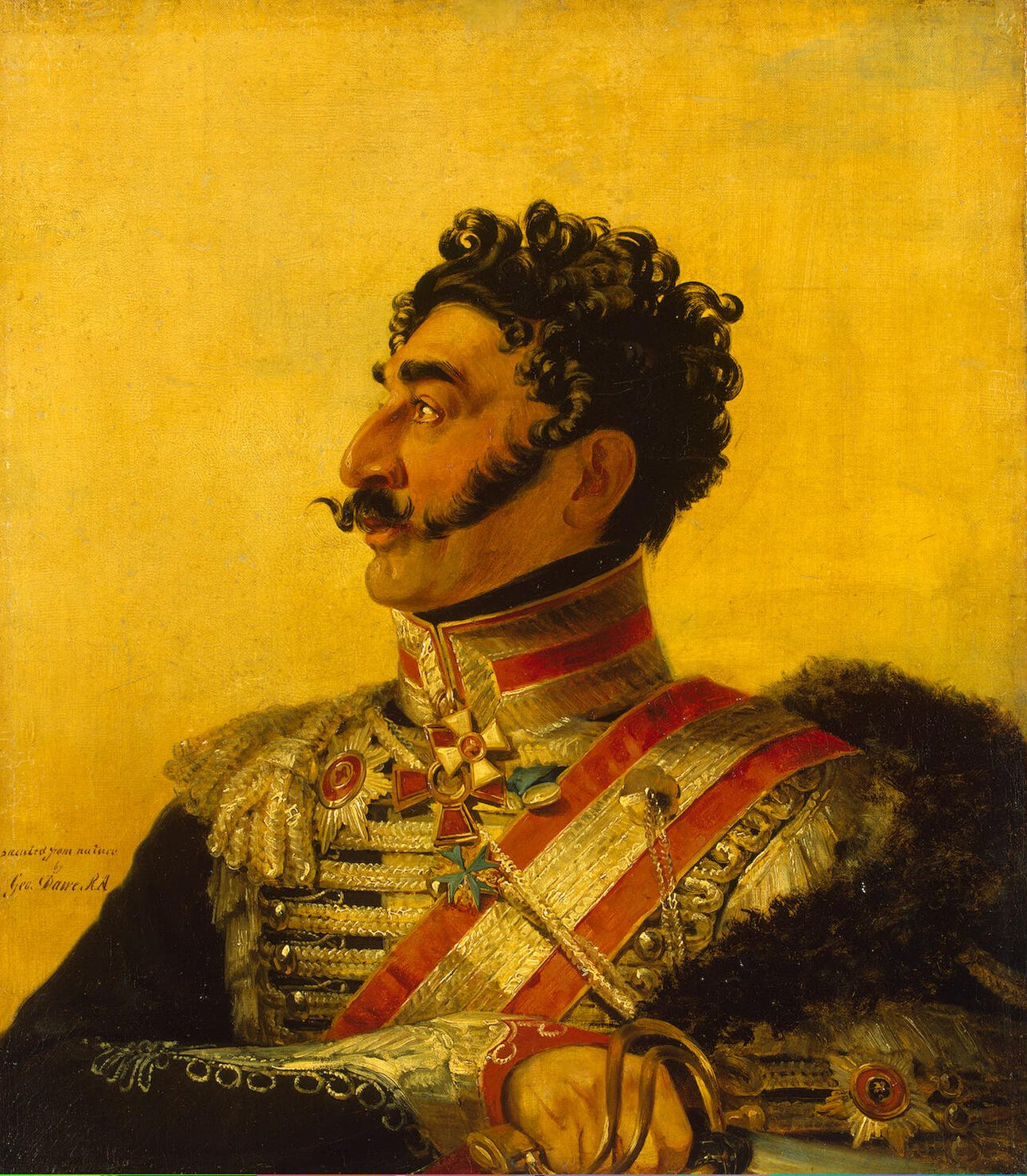
Valerian Madatov
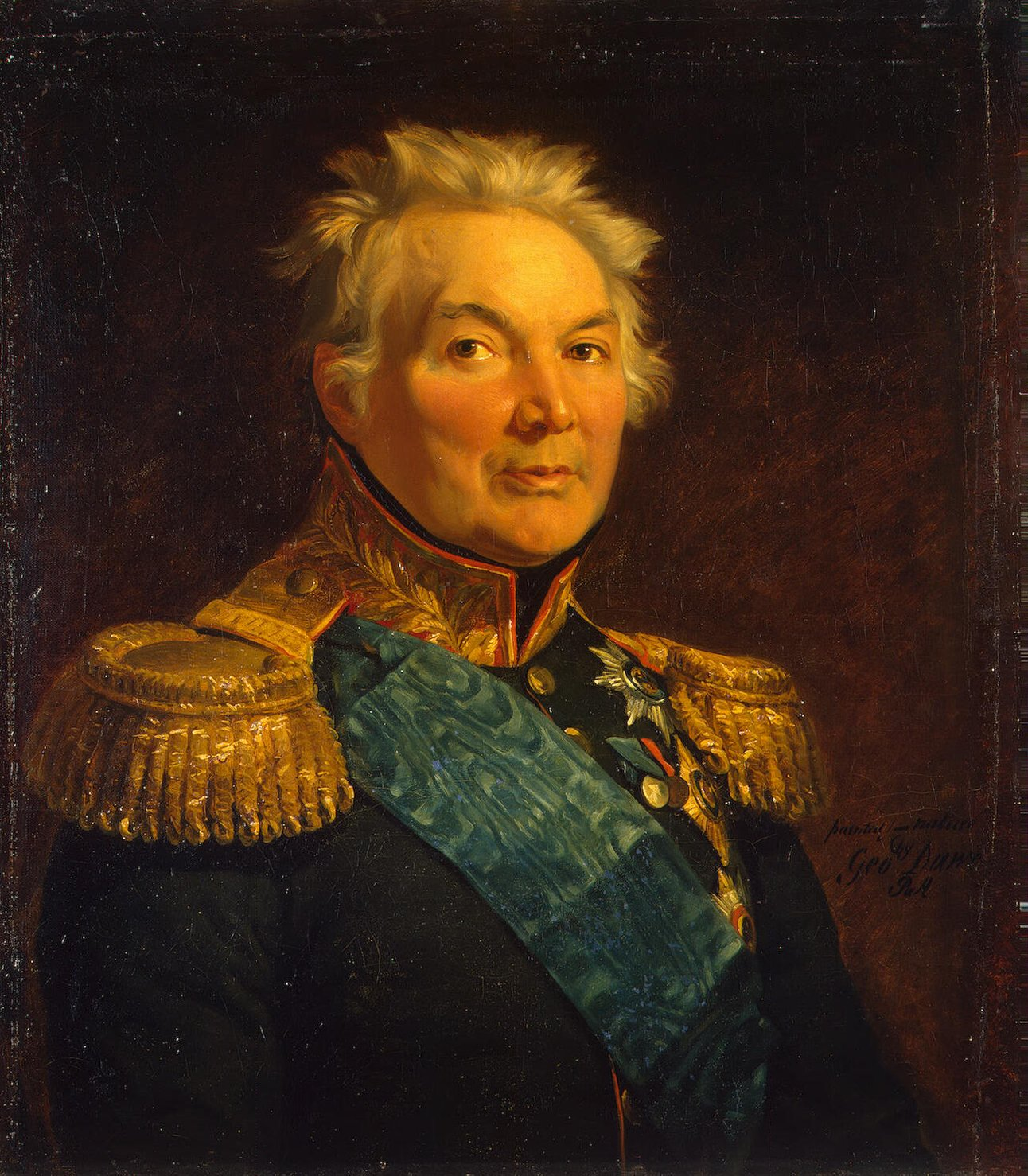
Fabian Gottlieb von Osten-Sacken
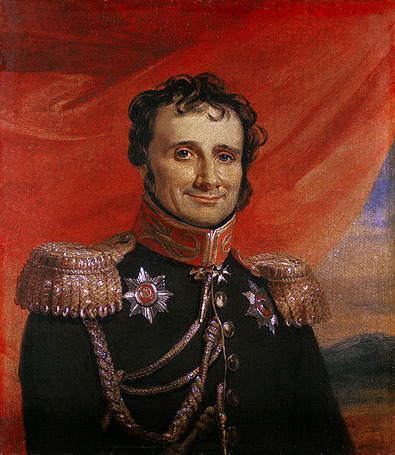
Antoine de Jomini
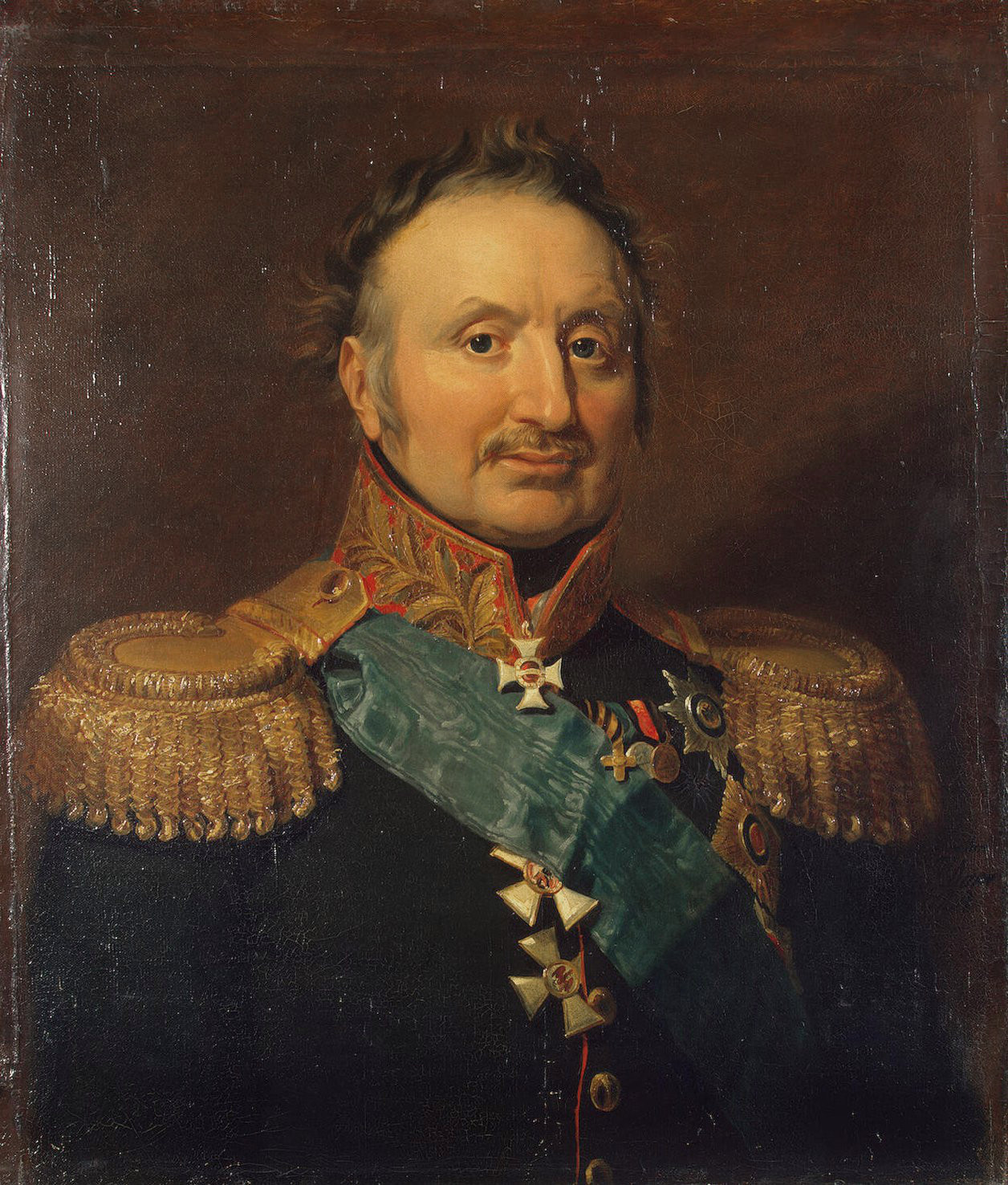
Peter Wittgenstein
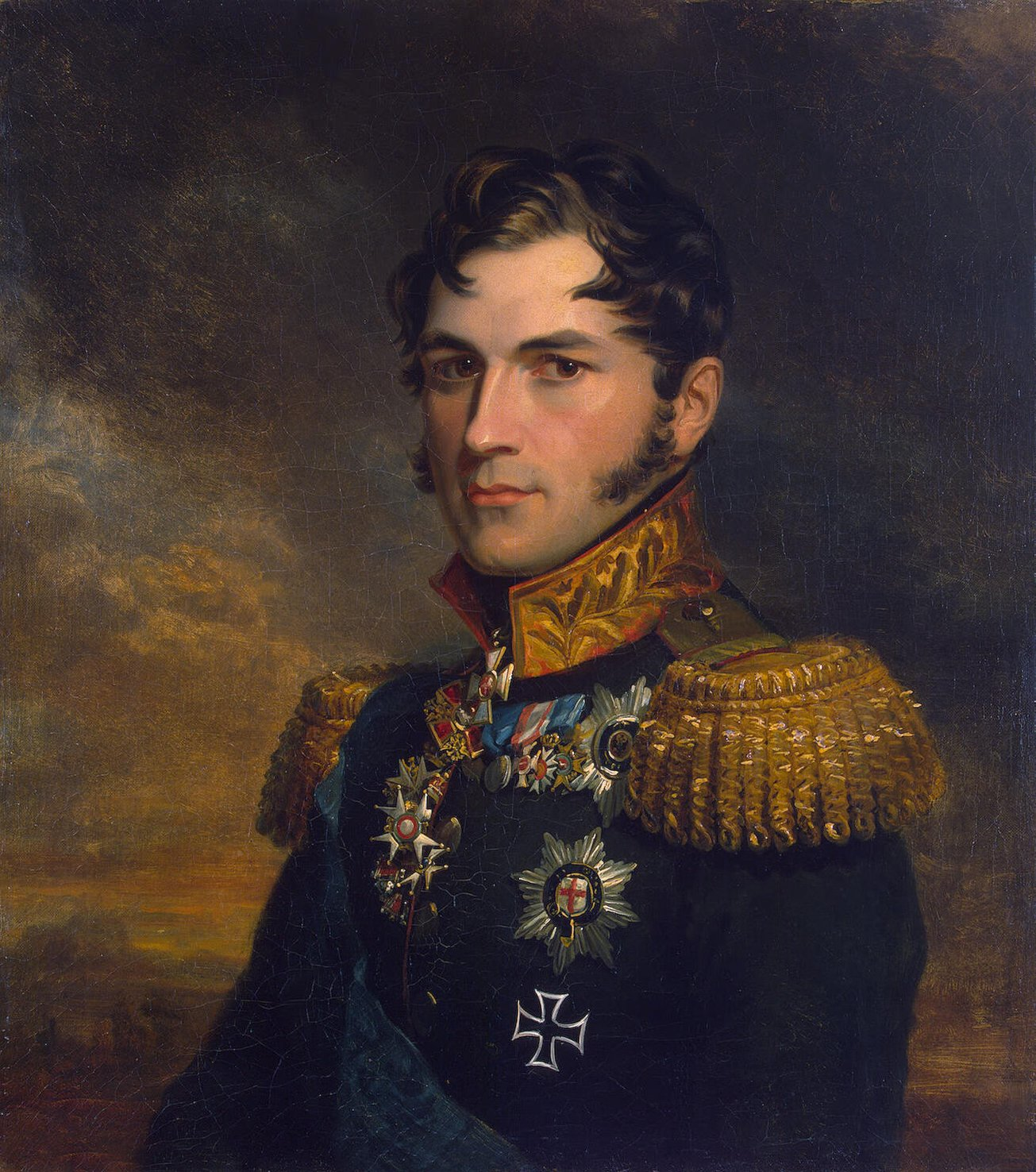
Leopoldo I del Belgio
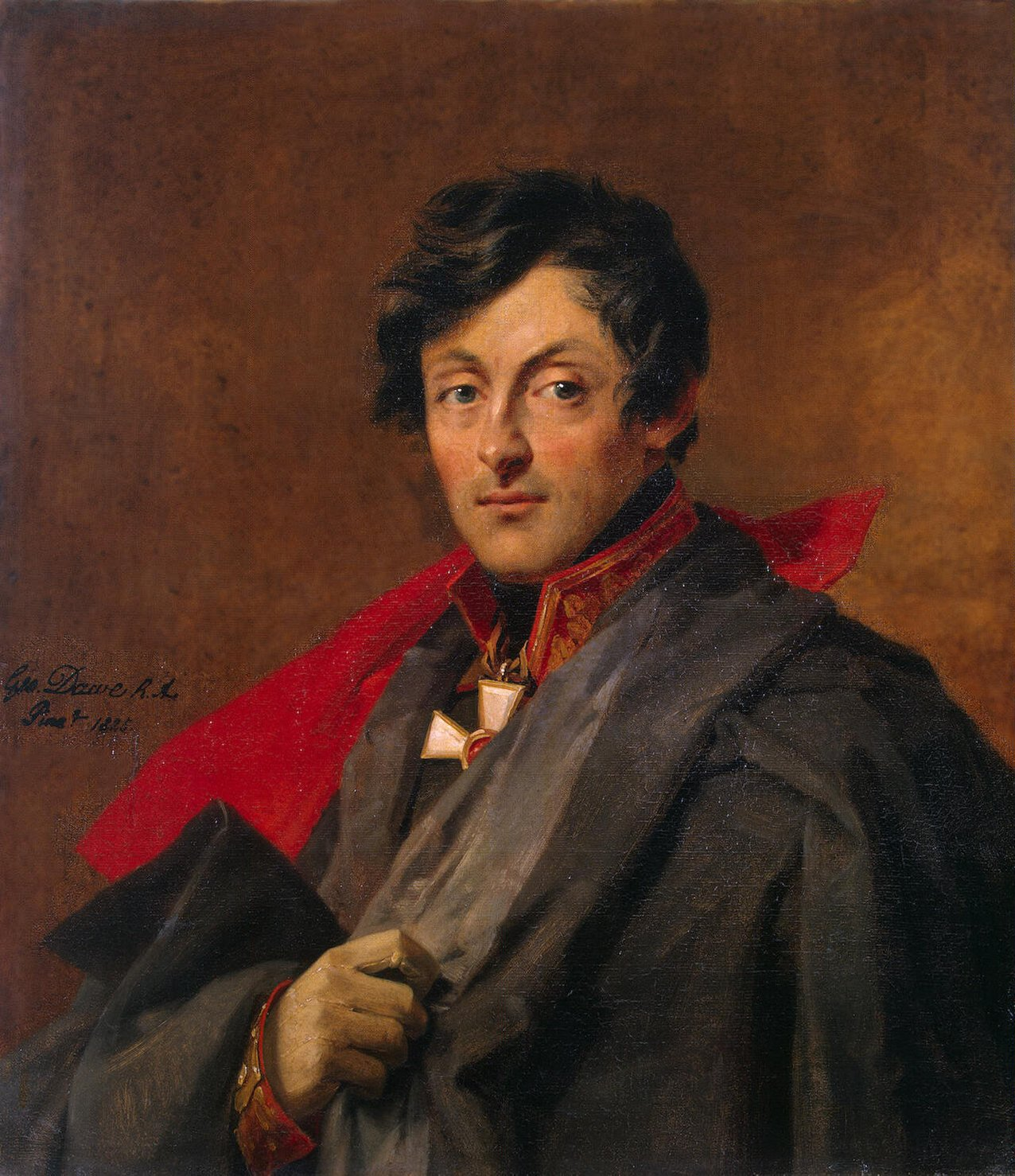
Aleksandr Ivanovič Osterman-Tolstoj
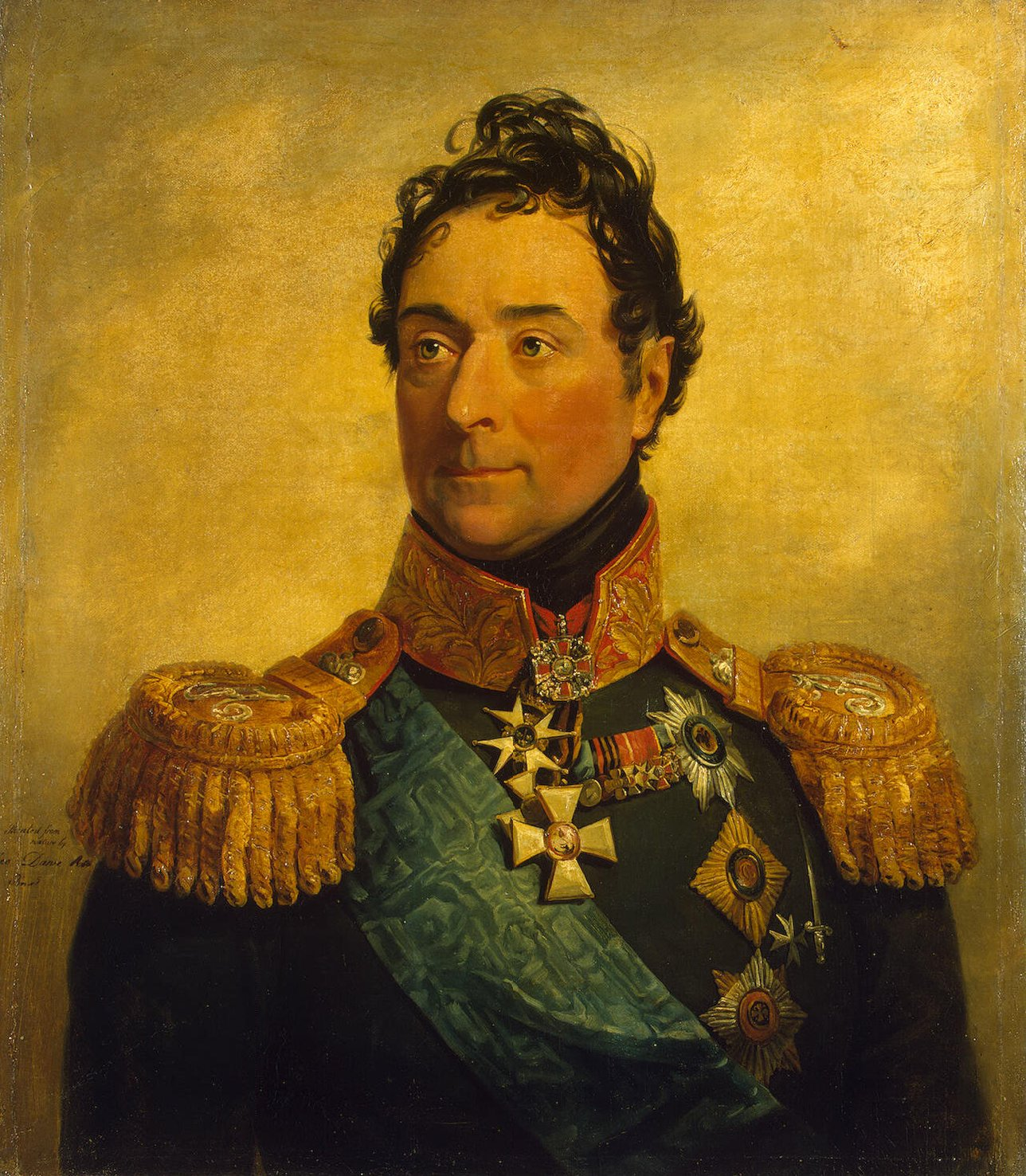
Louis Alexandre Andrault de Langéron